# Tensta kyrka
Tensta kyrka (uttalas [ténnsta] med grav accent) är en kyrkobyggnad i Tensta i Uppsala stift känd för sin monumentala arkitektur och sina målningar. Kyrkan tillhör Tensta församling, som ingår i Vattholma pastorat.

## Historik
Dateringen av Tensta kyrka har varierat alltifrån 1250 till 1340. Det polygonala (tresidigt avslutade) koret och de stora rundbågiga blinderingarna på kyrkans nordsida har tydliga paralleller i ostpreussiska kyrkor, vilket pekar på en datering till den senare delen av denna period, sannolikt 1340-talet.
Murarna är uppförda som skalmurar av tegel med murkärnor av gråsten och stilen är i allt väsentligt gotisk. De ursprungliga trävalvens takstolar är bevarade ovanför tegelvalven. Långhuset hade ett tunnvalv, medan koret hade en treklöverform. 

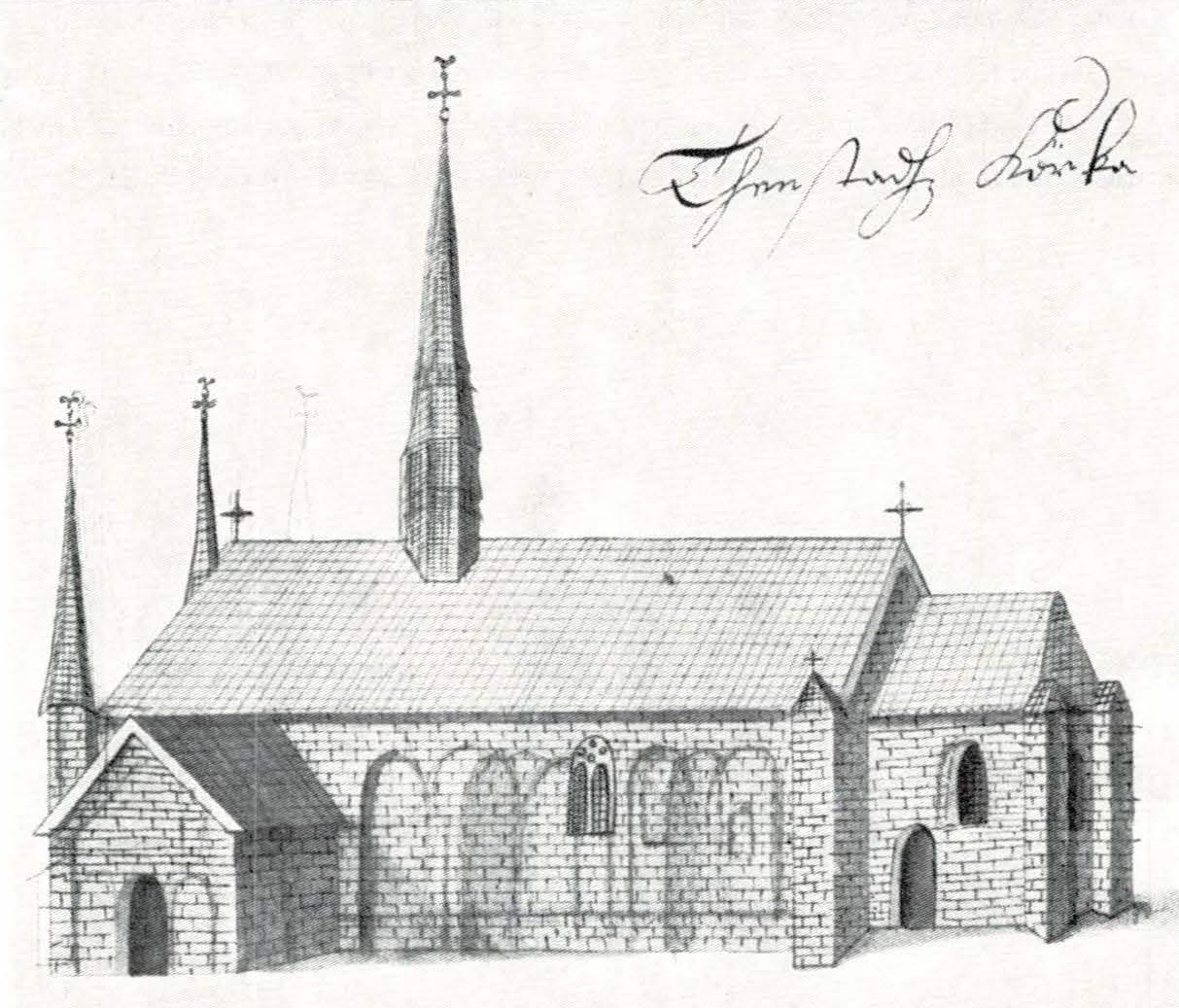
Tensta kyrka från söder av Johan Hadorph 1680 med takryttare och spiror på västgavelns strävpelare.

Kyrkans ursprungliga vapenhus och sakristia har, såsom man får tolka hur murarna ansluter den övriga kyrkan, byggts om, sannolikt i samband med att kyrkan fick tegelval, vilka slogs kring 1430.

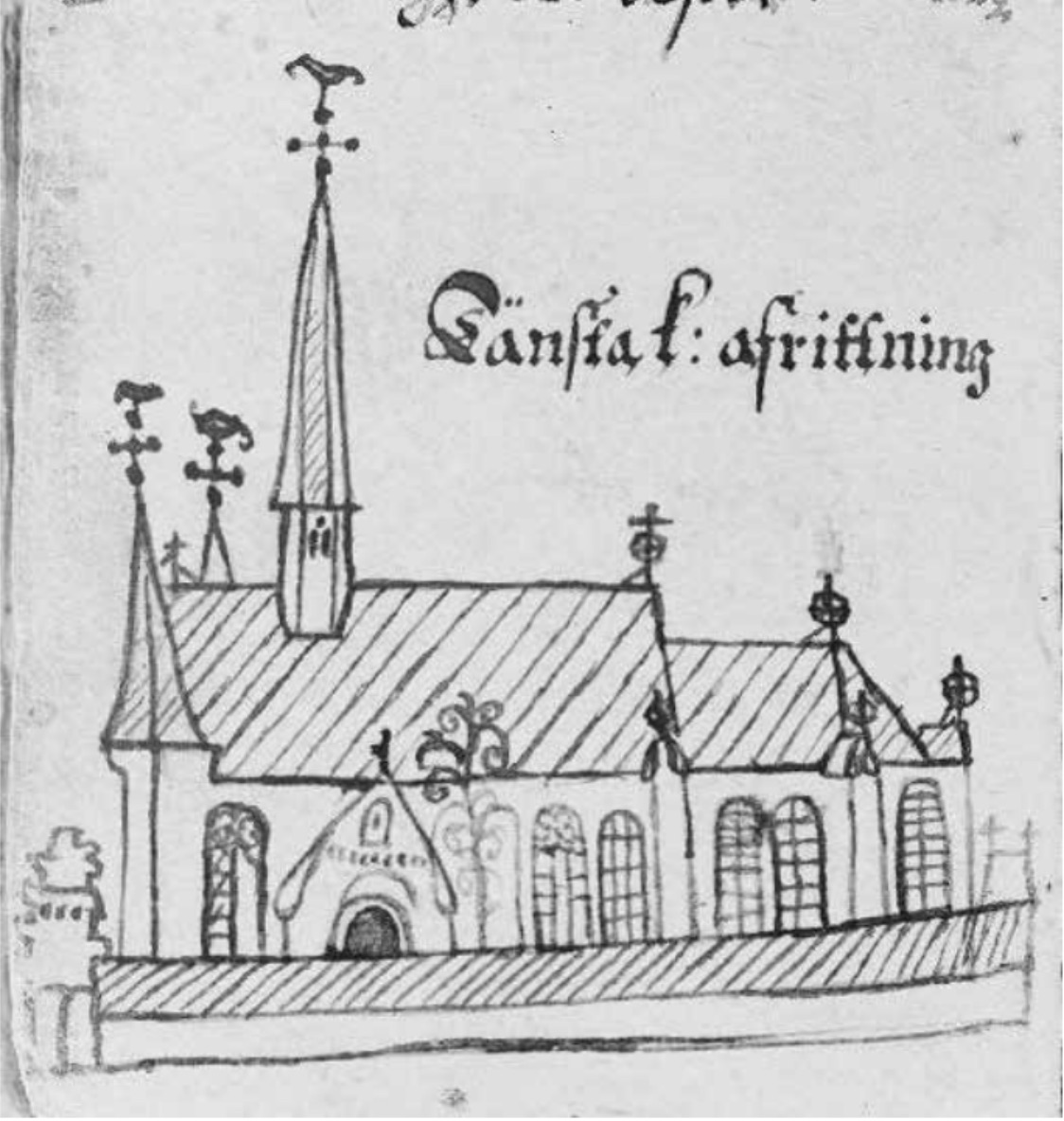
Den äldsta avbildningen av Tensta kyrka gjord av Johannes Rhezelius, 1638.

Kyrkan har, i likhet med många andra Upplandskyrkor, aldrig haft ett torn. Avbildningar, skriftliga belägg och arkeologiska evidens visar att  kyrkan istället haft en takryttare från medeltiden, möjligen från allra första början. 
De synliga rester efter takryttaren som idag kan ses på kyrkvinden visar att den var cirka 3 meter bred vid basen och uppskattningsvis cirka 20 meter hög ovanför taknocken. Beklädnaden bör ha varit spiller (takspån). I takryttaren hängde en eller flera mindre klockor som kunde ringas i med ett rep nedifrån kyrkorummet.
År 1512 göts en 1,5 m hög och bred kyrkklocka av Busse Jacobsson. Den var alldeles för stor och tung för att sättas upp i takryttaren. Dessutom byggdes en klockstapel att hysa den. Ett liknande arrangemang finns i S:t Lars kyrka i Söderköping, som har kvar sin senmedeltida takryttare men som dessutom har en klockstapel.

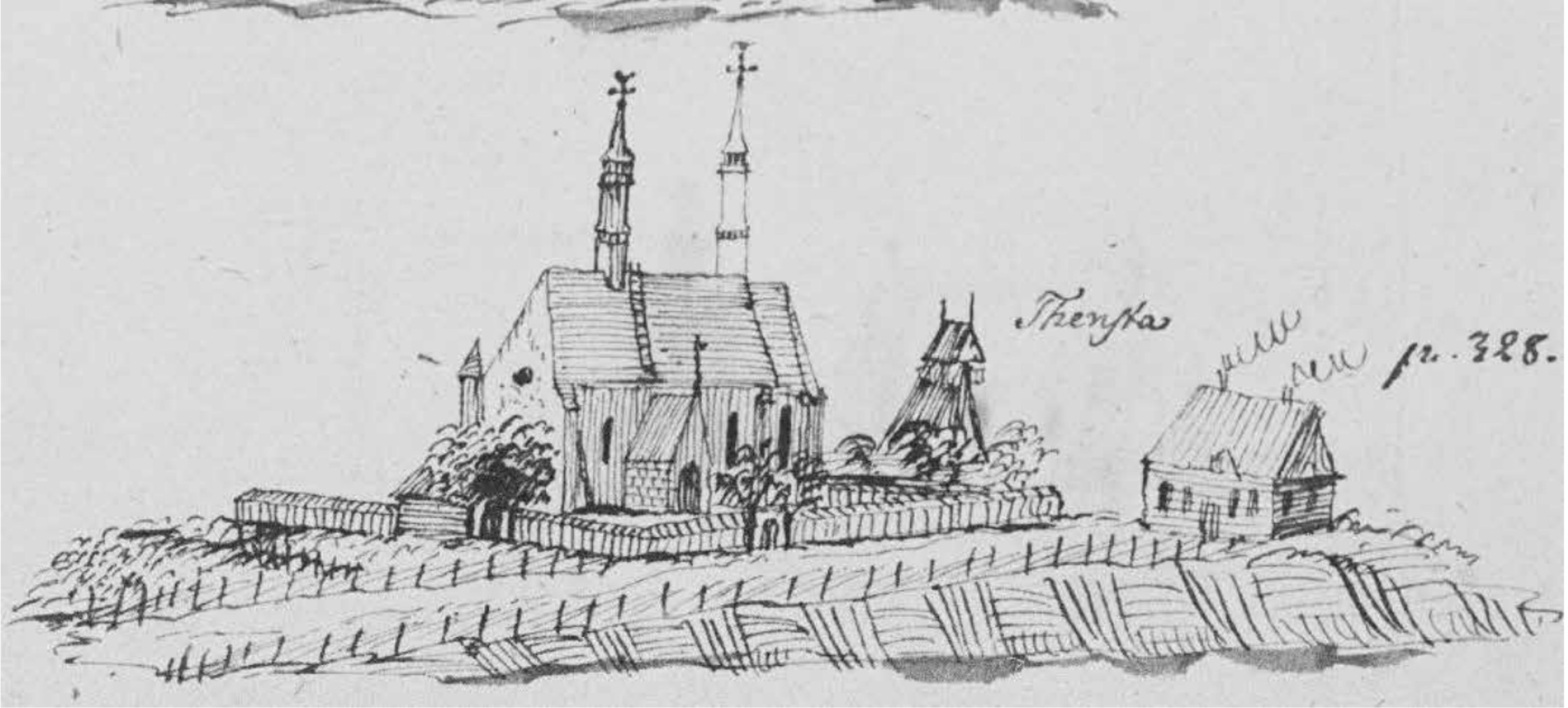
Tensta kyrka med takryttare (den högra d:o är dock felaktigt ditritad), klockstapel och den s.k. vitskolan, avbildade 1748 av Olov Grau.

Takryttaren i Tensta revs 1810. Uppenbarligen bevarades den malmklocka som hängt i takryttaren, även om den enligt uppgift var spräckt/obrukbar. 1834 startades en insamling – en klockkassa – som tjugo år senare uppgick till 3023 riksdaler banko och 17 öre. Tillsammans med den spräckta klockan skulle dessa medel användas för att beställa en ny klocka, som ”skulle passa och harmoniera med kyrkklockan som sitter upphängd i stapeln förut”.
Förutom takryttaren över långhuset fanns tidigare fialer som krönte strävpelarna vid västgaveln. De ska, möjligen tillsammans med takryttaren, ha blåst ned vid juletid 1725. Bud sändes till slottsfrun på Salsta, Eva Bielke, som då befann sig Stockholm. Hon ska ha befallt att fialer skulle återuppbyggas, vilket dock inte skedde.

## Beställare
Patronatsrätten till Tensta kyrka har under århundraden innehafts av ägarna till Salsta slott, vilket under flera hundra år varit ett av Upplands största och mest betydande gods. Det har tidigare genom "ett indicieresonemang i flera led" framförts att kyrkan kommit till under inflytande av "ett hittills okänt stormannagods" vid slutet av 1200-talet bestående av bl.a. byarna Vansta och Tensta och att byggherren till Tensta kyrka skulle kunna vara ingen annan än ärkebiskopen Jakob Israelsson (ärkebiskop 1278-1281). De faktum att kyrkan av stilistiska skäl bör dateras till 1300-talet och att Jakob Israelsson endast satt på biskopsstolen i tre år gör denna teori mindre trolig.
Det mest sannolika är istället att det är en herre till Salsta, som var initiativtagare till bygget av Tensta kyrka. Det var en senare ägare till Salsta som bekostade målningarna i kyrkan och det är här som Salstas ägare har gravsatts under flera sekler. I kyrkan finns en stor kalkstenshäll märkt "Salstagraven".
Sannolikt var beställaren av Tensta kyrka Nils Abjörnsson (Sparre av Tofta). Han var riddare, riksråd och drots under kung Magnus Eriksson. Med andra ord en mäktig man som red med stort följe. På 1340-talet byggde Nils Abjörnsson en kyrka på Ängsö, en annan av hans sätesgårdar. Nils dotter, Ingeborg, gifte sig andra gången med Bengt Nilsson (Oxenstierna af Eka och Lindö), varpå Salsta och patronatsrätten övergick från Sparrarna till Oxenstiernorna. Det var deras sonson, Bengt Jönsson (c:a 1390-1450), som skulle komma att bekosta kyrkans nya målningar på 1430-talet. 

## Exteriör

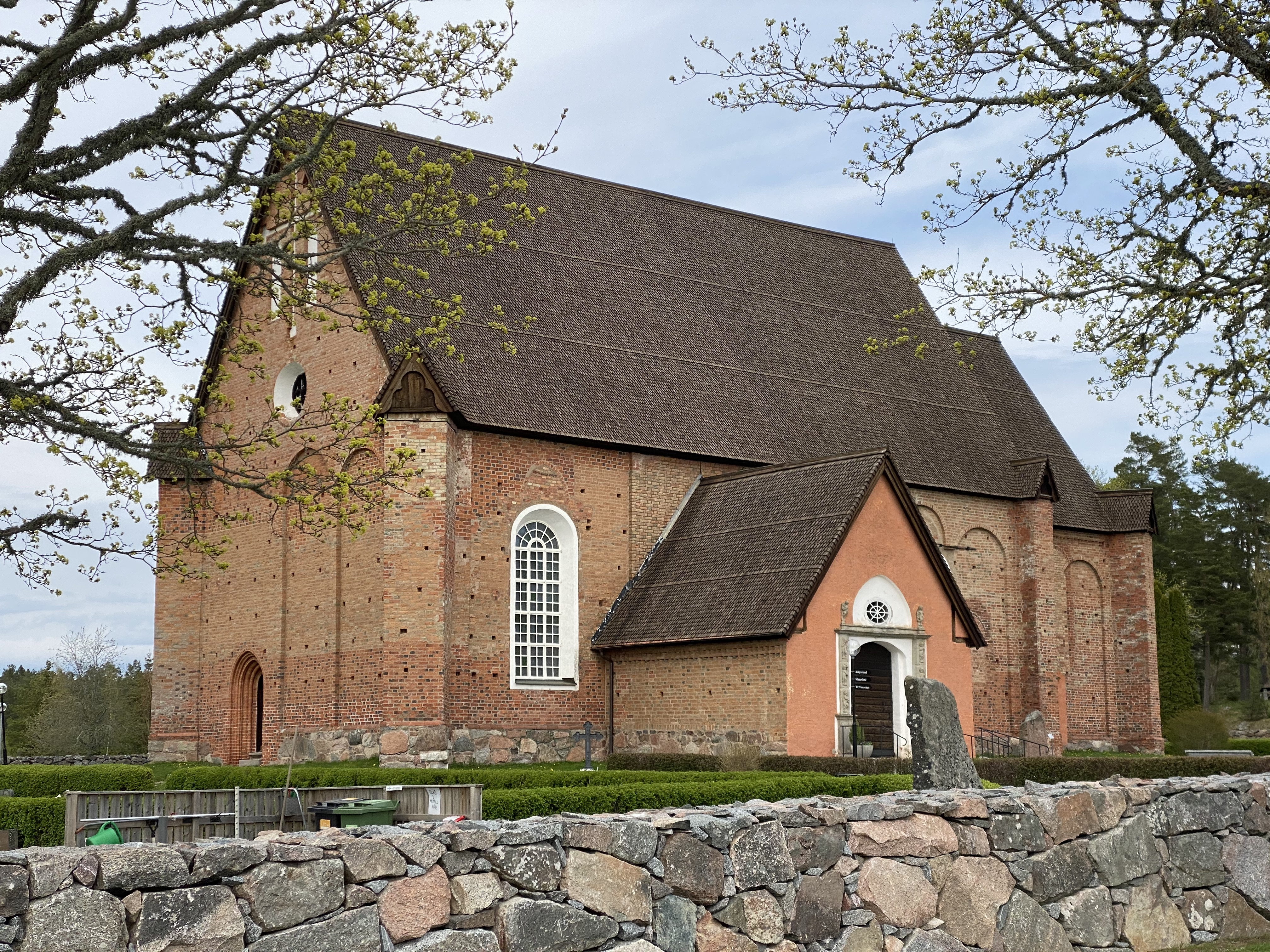
Tensta kyrka västgaveln

När man nalkas Tensta kyrka på vägen från Tuna framstår kyrkan "nästan som en hägring, som en spegling av en annan värld. En hög byggnad med lysande tegelfasader mitt i det uppländska slättlandskapet."

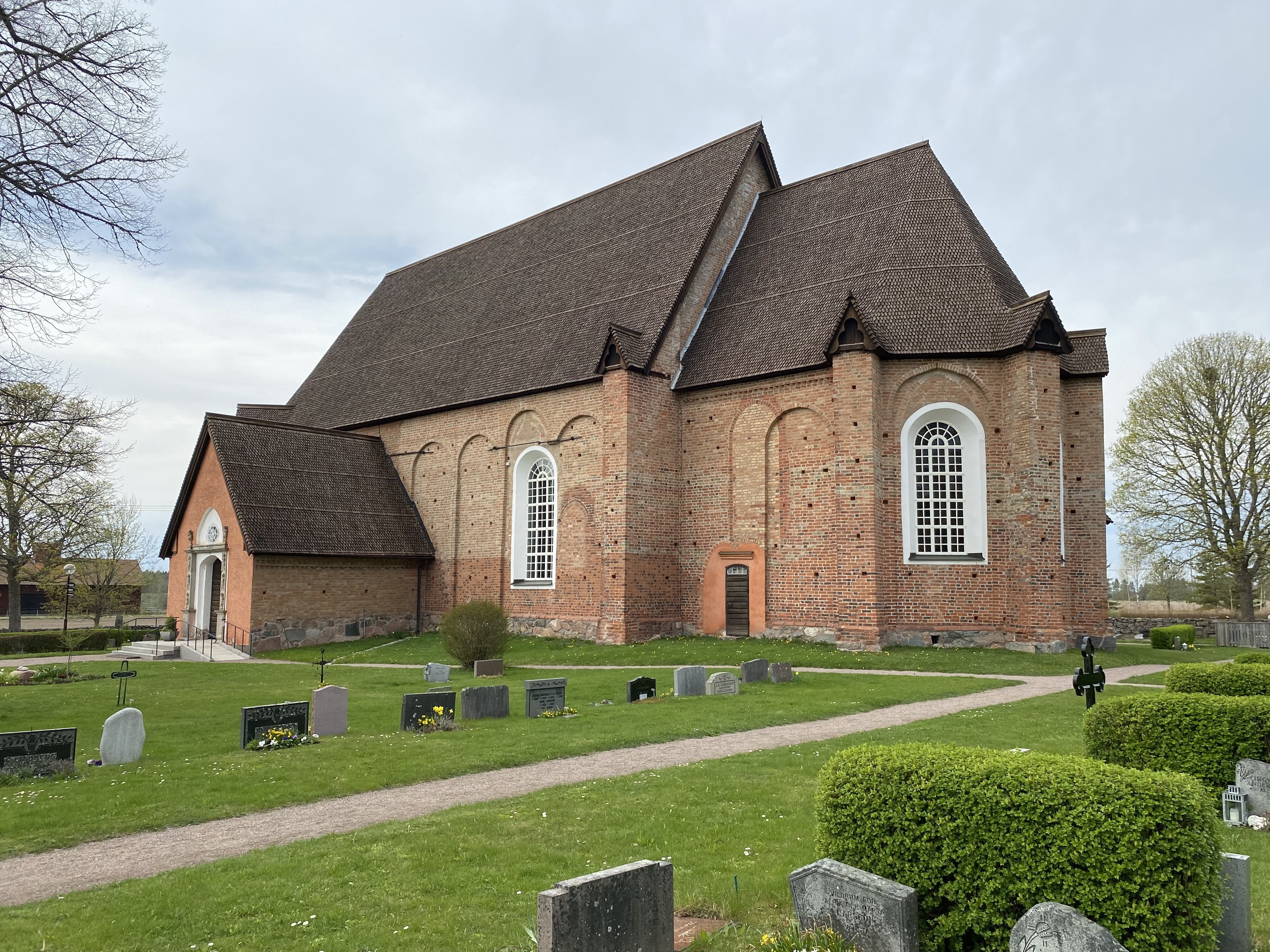
Tensta kyrka sydfasaden

Karakteristiskt för Tensta kyrka är de imponerande höga tegelmurarna, det tresidiga ljusa koret med strävpelare i alla hörn, som återfinns i fransiskanernas kyrkor på Riddarholmen och i Uppsala, men även i den ovan nämnda Ängsö kyrka, som sannolikt hade samma byggherre som Tensta.  
Såväl syd- som norrmurarna har rader av höga rundbågiga blinderingar. De nuvarande fönstren är från 1700-talet, men i tegelfasaderna kan man fortfarande se spår av höggotiska fönster med spetsbågar, ett fönster i varje sida av det tredelade koret, ett i långhuset och ett i kyrkans västparti. 
Västgaveln har ett högt sittande rosettfönster med masverk skuret i ek samt en smal västportal. I gavelspetsen finns blinderingar i form av ett fors och två höga, bågformigt avslutade fält.   
I korets fasad mot söder kan man se spår av en medeltida korportal.   

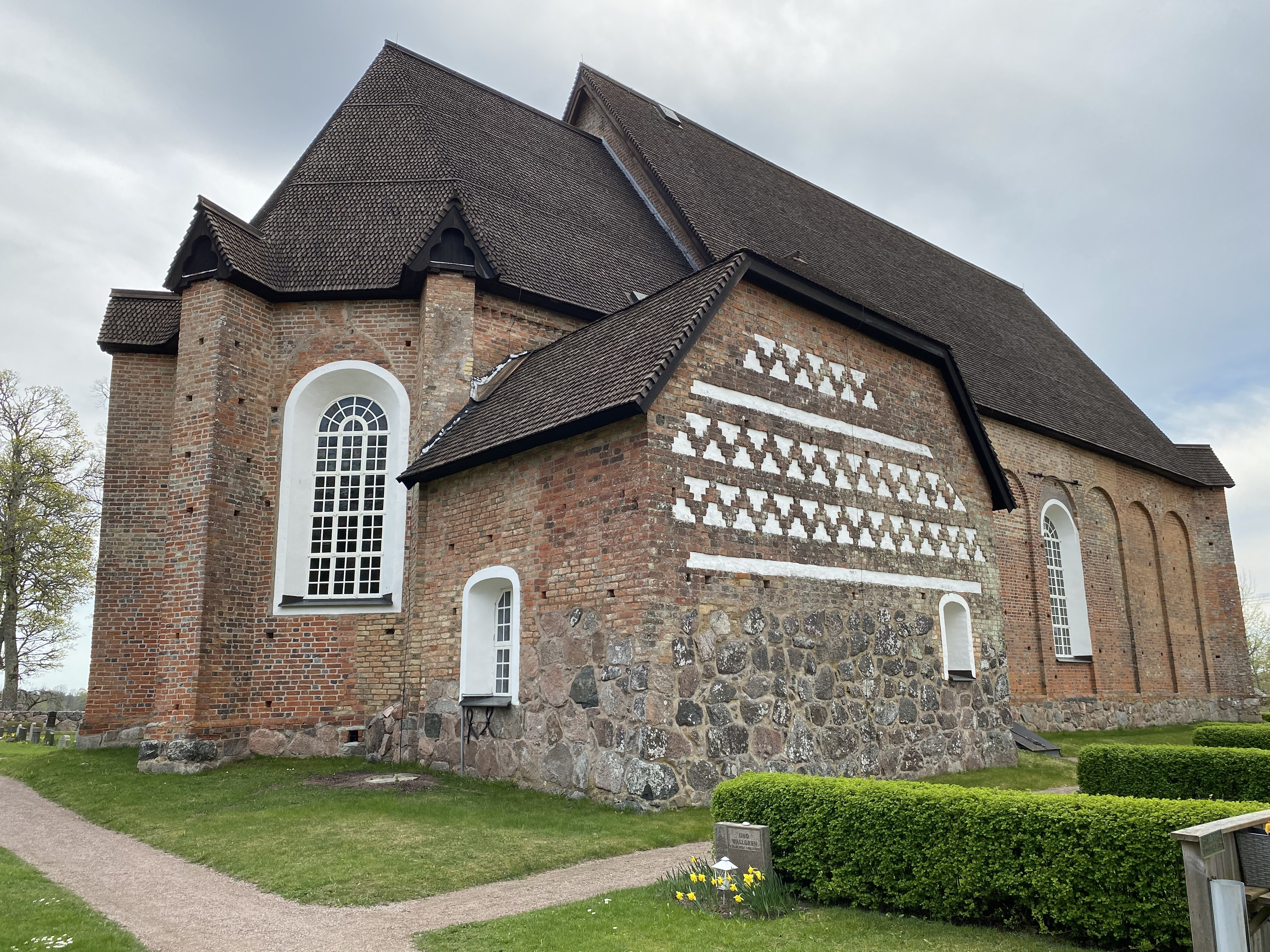
Tensta kyrka: sakristian från nordöst.

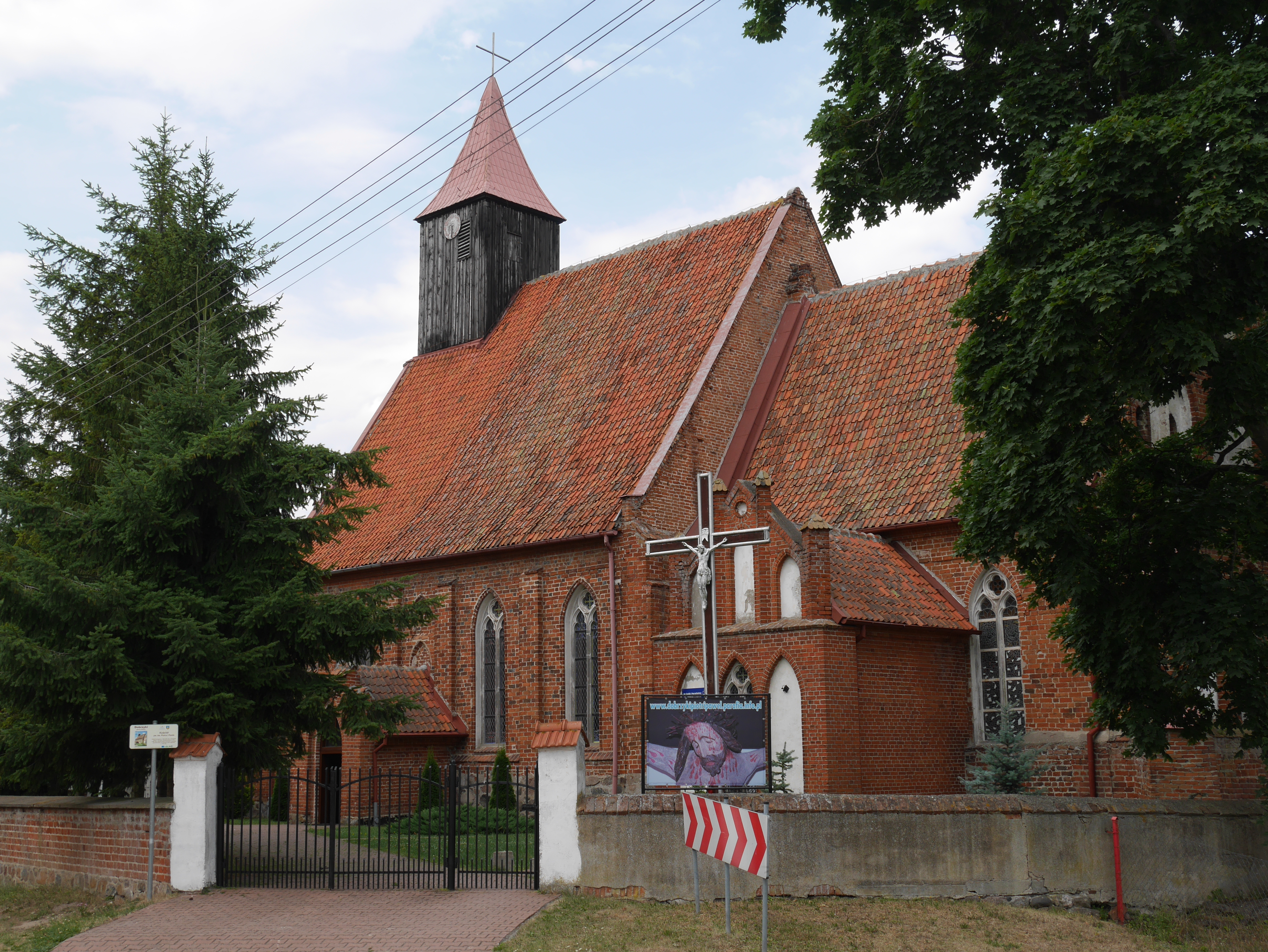
Kyrkan i Dobczyce med blinderingar.

En unik detalj för Tensta kyrka är ett antal noggrant planerade och genomförda rundbågiga nischer i fasaderna, vars förlagor tycks finnas i Ostpreussen (bl.a. i församlingskyrkan i Dobczyce).  
På 1430-talet fick kyrkan en ny, eller åtminstone avsevärt ombyggd, sakristia och vapenhus. 
I södra muren finns en fönsternisch som möjligen har hyst ett relikvarium med en relik av S:ta Katarina, dotter till den heliga Birgitta. 

## Interiör
Interiörens höjd med sina tunnvalv av trä var ursprungligen nära sexton meter. Då den norra muren var utan fönster, ett fönster fanns i långhusets mitt och ett i västpartiet var kyrkan tämligen mörk. 
Det tunnvälvda taket låg sannolikt helt i mörker, även om man kan kunde se triumfbågsmuren. Där finns tre blinderingar med vitkalkad botten och omfattningar av tegel, fortfarande synliga uppe på kyrkvinden.

I kontrast mot det stora långhuset stod det ljusa koret med sina tre stora fönster. Församlingens uppmärksamhet drogs mot på så sätt mot ljuset i koret där det mest väsentliga skedde. Liturgin med sakramenten skedde i det upplysta koret medan församlingen satt i halvmörker. 

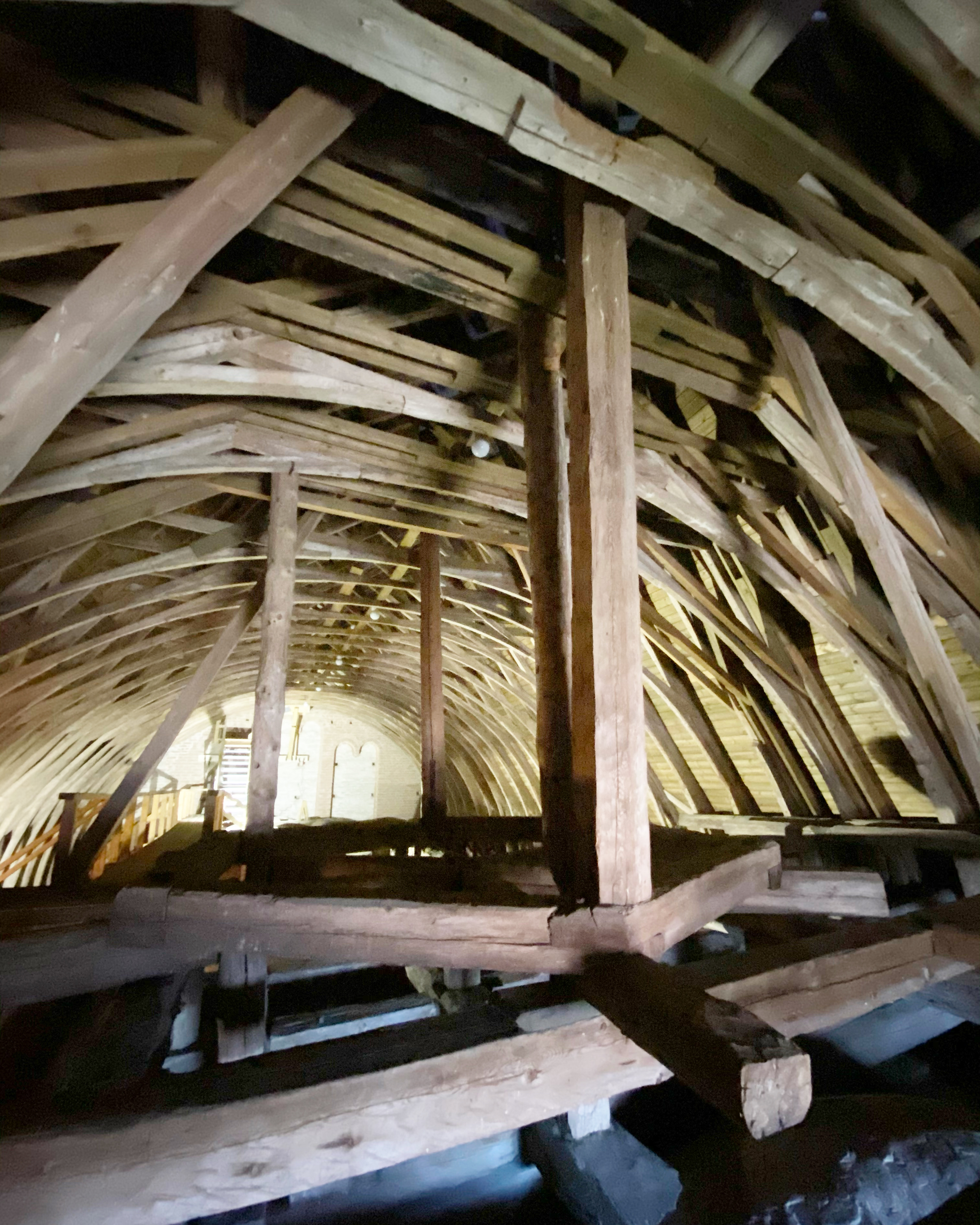
Takstolar för tunnvalv och fundament för takryttare på Tensta kyrkas vind (2021).

## Målningar
Målningarna som pryder väggar och valv är utförda år 1437 av Johannes Rosenrod eller Mäster Johannes, något som framgår av en signering av målaren själv på korets södra vägg. På väggen står att läsa: "Anno domini MCDXXXVII pictus erat chorus iste in honorem ihesu christi et eius gloriose matris marie per manum iohanis rosenrod ipso auxiliante qui fecit mundum ex nichillo", vilket på svenska översätts till: Herrens år 1437 målades detta kor till Jesu Kristi och hans vördnadsvärda moder Marie ära av Johannes Rodenrods hand med hjälp av honom, som skapat världen av intet. En av bilderna anses som svensk konsthistorias första avsiktliga porträtt, nämligen den s.k. stiftarbilden på korets norra vägg, föreställande Bengt Jönsson (Oxenstierna) knäböjande inför aposteln Petrus.
Johannes Rosenrods målningar täcker koret och i stort sett hela långhuset. Sydväggen i långhusets östra travé är målad cirka 1480 av en mästare från Albertus Pictors verkstad, och norra väggen i mellersta travén har under tidigt 1500-tal kompletterats med målningar av en okänd mästare. Vapenhusets renässansinspirerade målningar har tillkommit under 1500-talet. Målningarna kalkades över under senare 1700-tal och har restaurerats och konserverats i flera omgångar från 1894.
En omfattande bildsvit i kyrkans västra del behandlar den heliga Birgittas liv.

## Inventarier
- Altarskåpet i ek har förmodligen tillverkats i en nordtysk verkstad under 1400-talets sista fjärdedel. Dess målningar tillskrivs med viss osäkerhet Bernt Notkes verkstad.[12]
- I kyrkan finns två dopfuntar. Den äldsta funten är från 1200-talet och står i väster. Den yngre funten är från 1400-talet och står i koret.
- Predikstolen, som är från 1749, har ett ryggstycke med en "Jehovasol" - tetragrammet JHWH.

### Orglar
- Den första läktarorgeln byggdes 1780 av Nils Söderström från Nora i Uppland.
- Den ersattes 1932 av ett nytt instrument, byggt av Th. Frobenius og Sønner Orgelbyggeri A/S[13].
- År 1946 såldes det gamla verket utom fasaden till Musicum, Uppsala universitet.
- År 2000 återbördades orgeln till Tensta och restaurerades till originalskick av Mads Kjersgaard. Den har följande stämmor: Gedagt 8 fot, Quintadena 8 fot, Principal 4 fot, Spetsfleut 4 fot, Quinta 3 fot, Octava 2', Scharff 3 chor, Trompet 8 fot bas/discant, Trompet 4 fot bas, Wox wirginea 8 fot discant, Sparfquitter.[14]
- Sedan 1979 har kyrkan även en kororgel om fem stämmor, byggd av Robert Gustavsson Orgelbyggeri.[14]

## Omgivningar
Tensta klockstapel ligger på en kulle öster om kyrkan och är byggd år 1756. Själva klockan är gjuten på plats 1512 av Busse Jacobsson och är den största av hans klockor som bevarats. Klockstapeln blev julfrimärke år 2002.
Kyrkan ligger på en plats som mycket länge haft viktiga kulturella och juridiska funktioner. Strax norr om kyrkan finns Gödåkers gravfält från romersk järnålder och vid kyrkan står tre runstenar, med signum U 1034, U 1035 och U 1036. En fjärde, U 1037, är försvunnen, men finns sannolikt under tegelgolvet i kyrkans vapenhus.
Några kilometer öster om kyrkan ligger Salsta, som på 1400-talet ägdes av Bengt Jönsson som bekostade målningarna.

## Bildgalleri

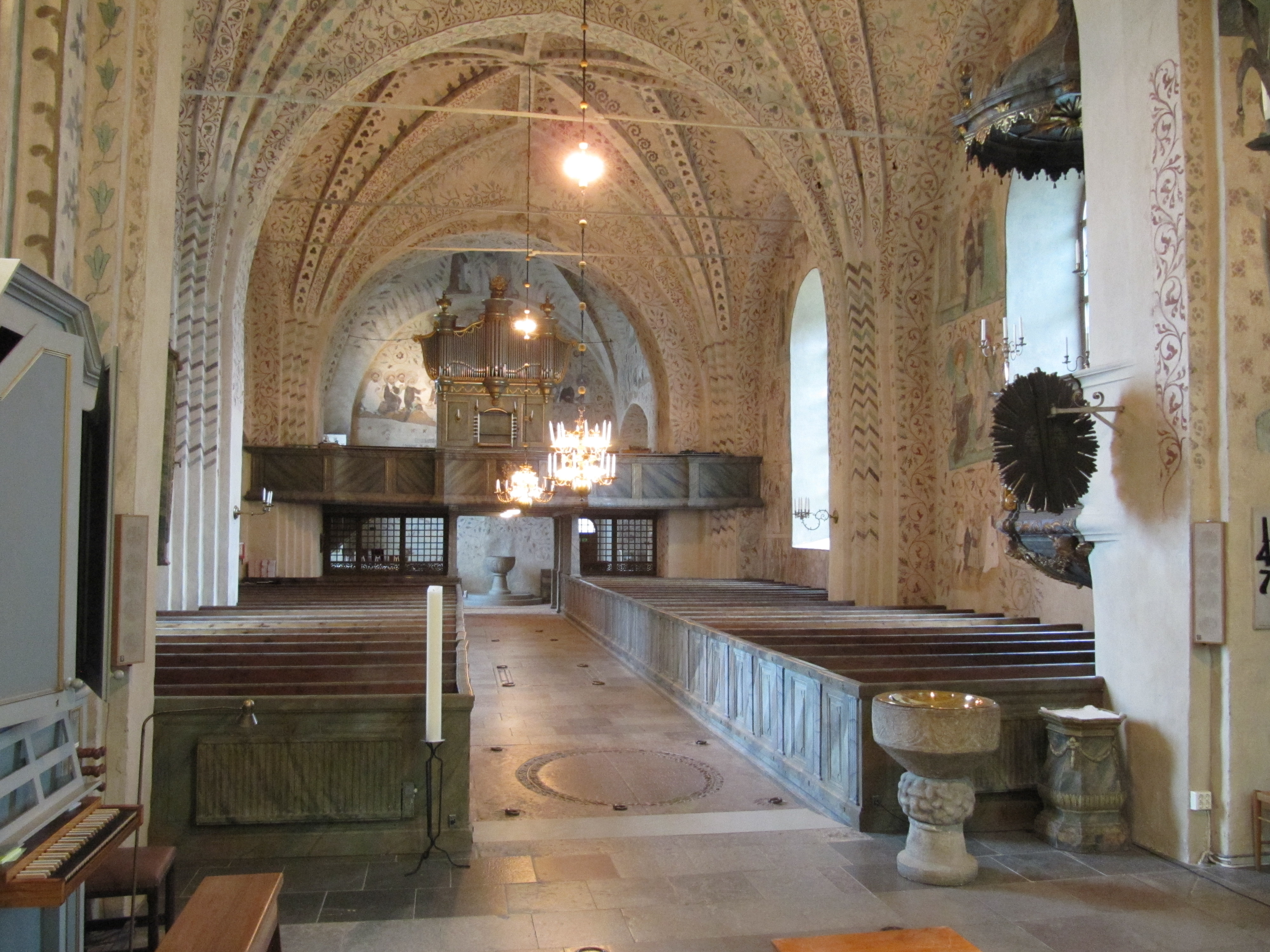
Kyrkorum mot väster
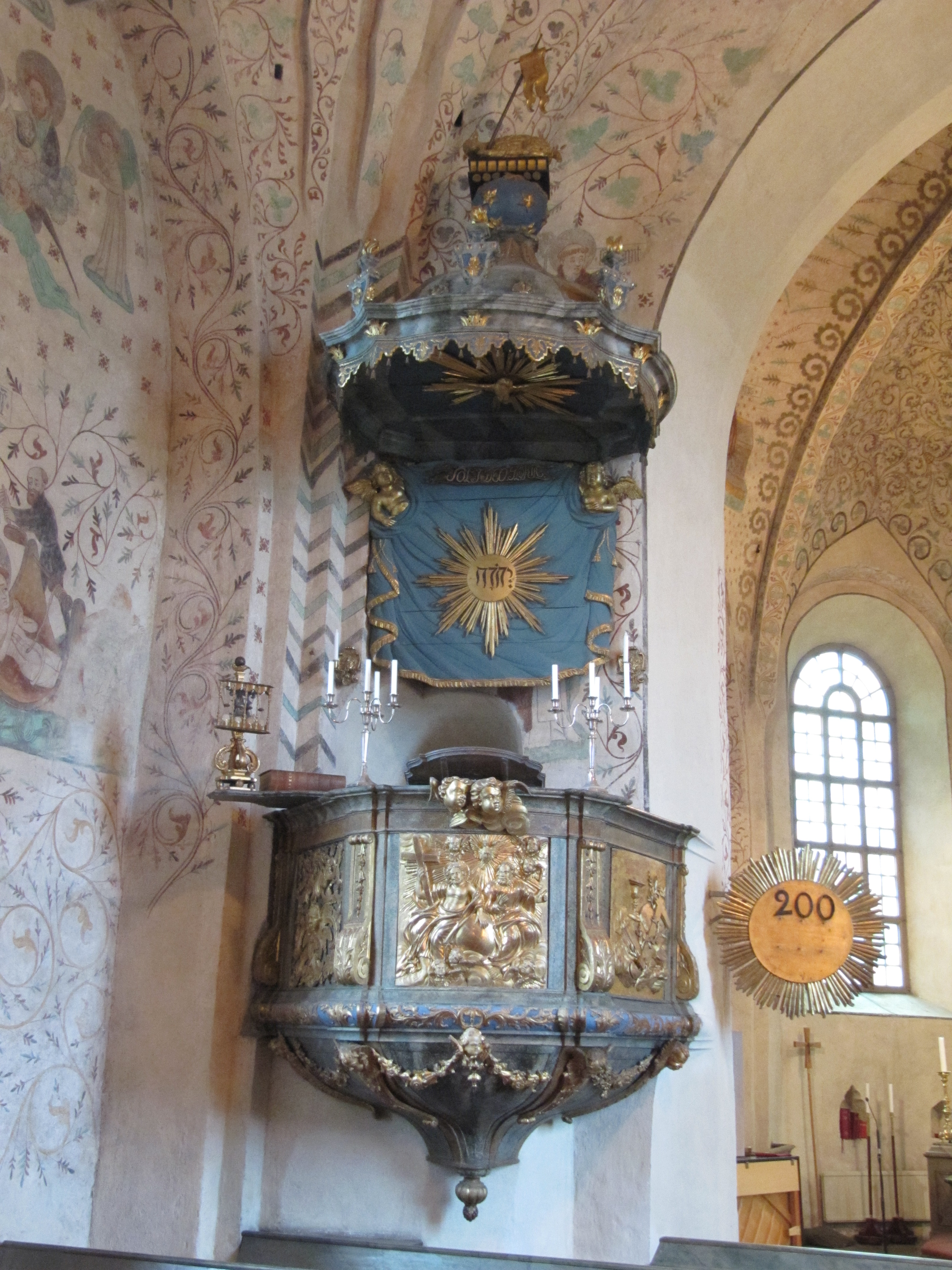
Predikstol
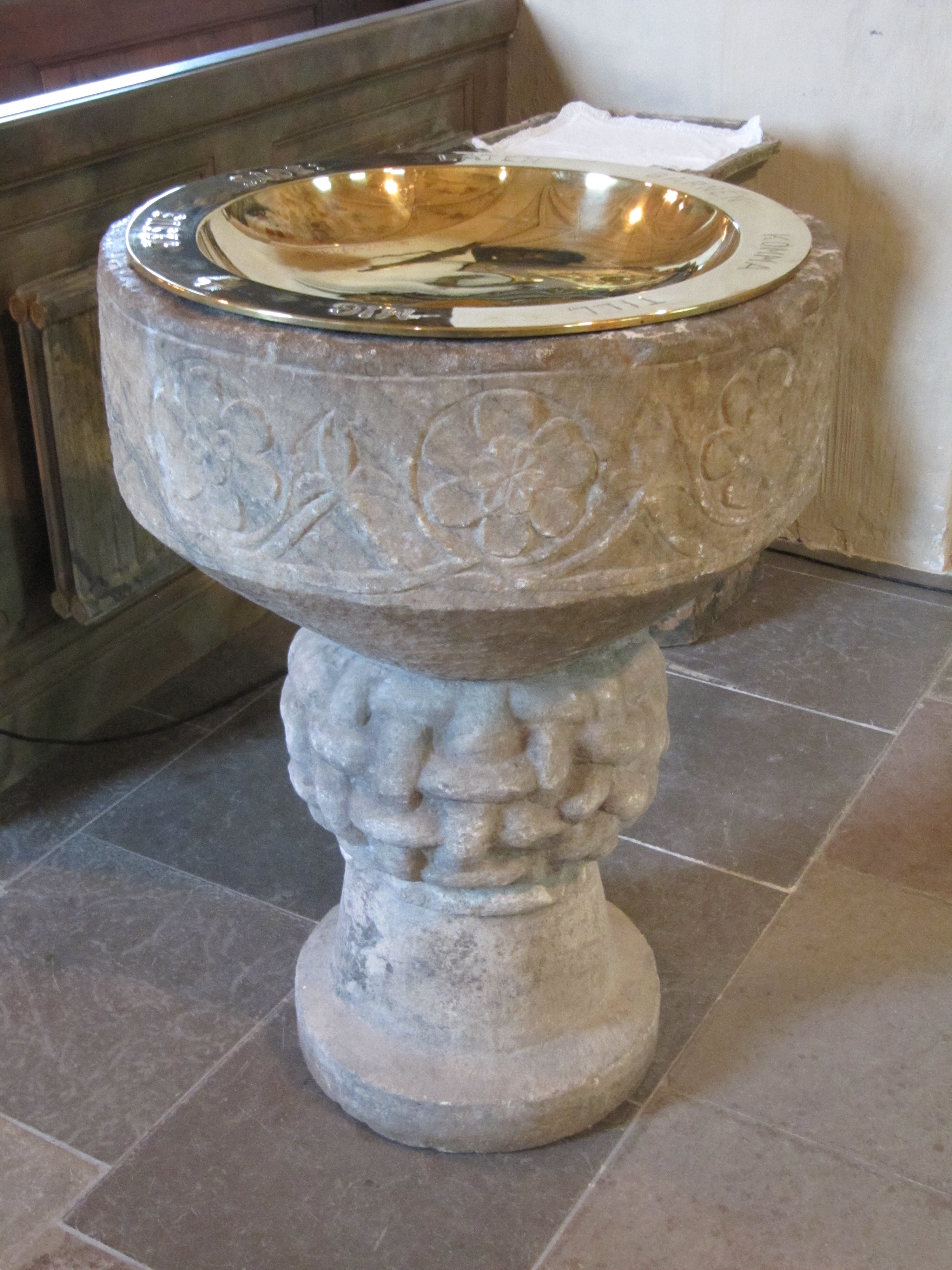
Dopfunt i koret
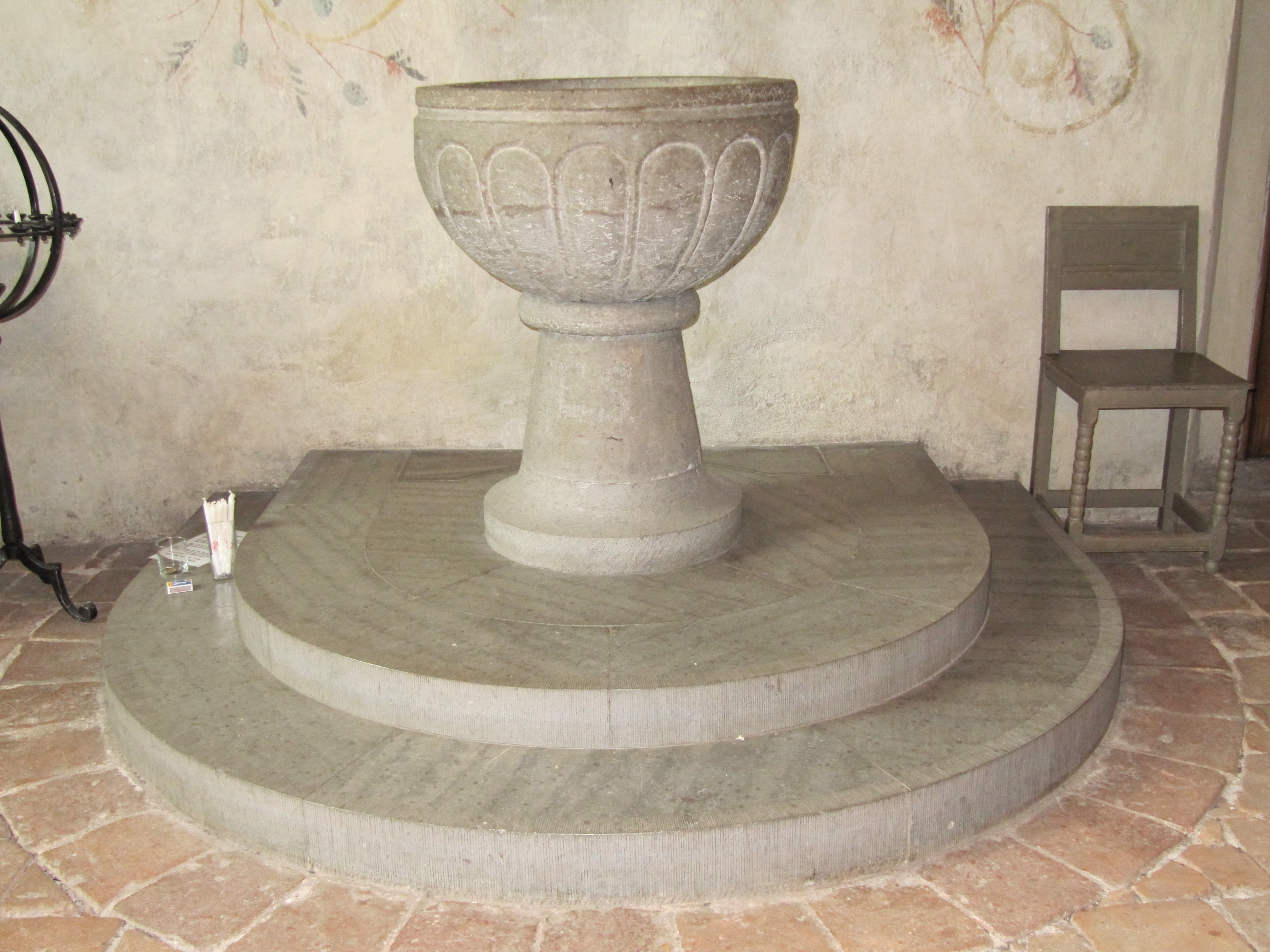
Dopplats i västra delen med dopfunt
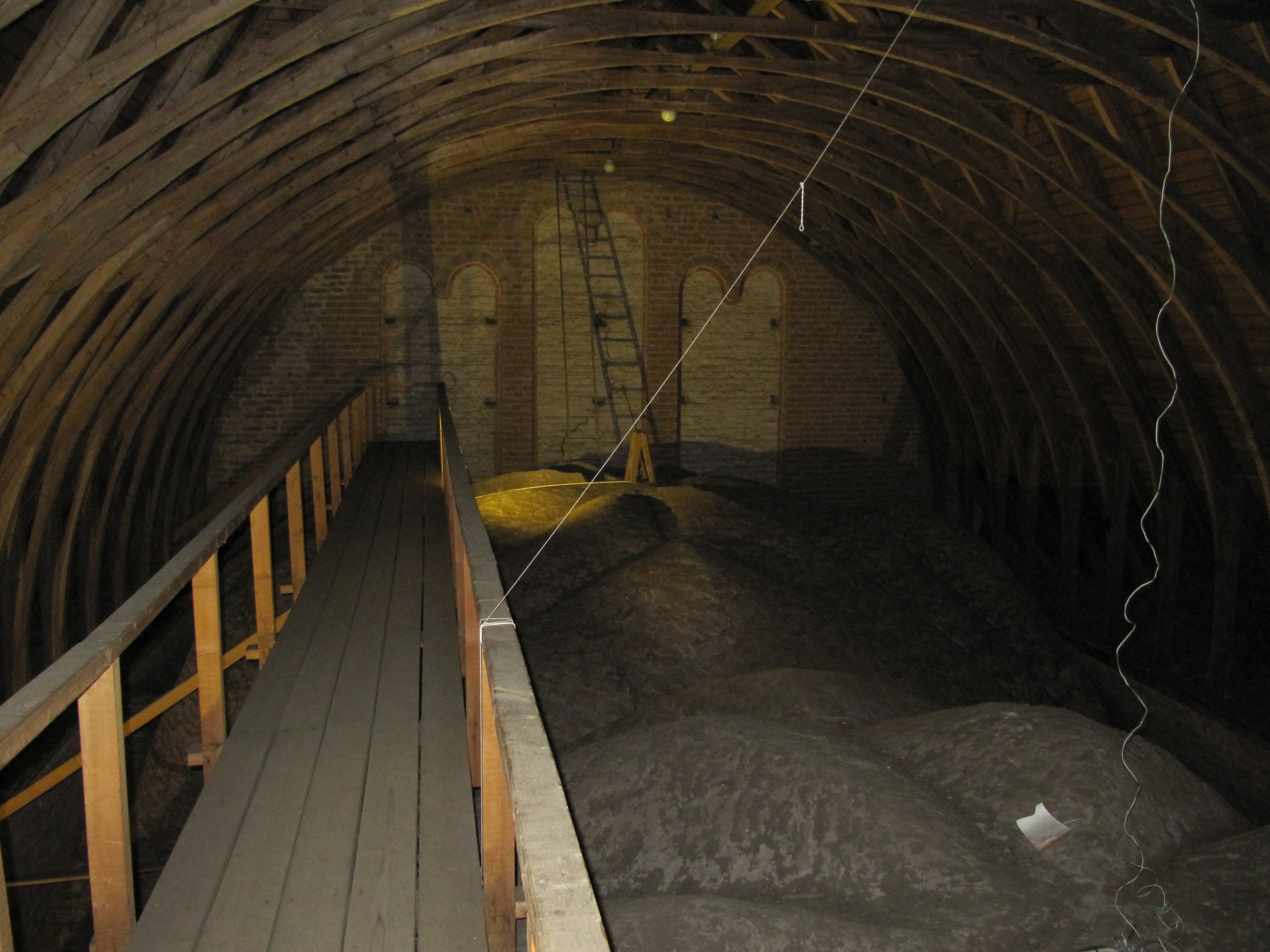
Ovanför tegelvalven mot öster
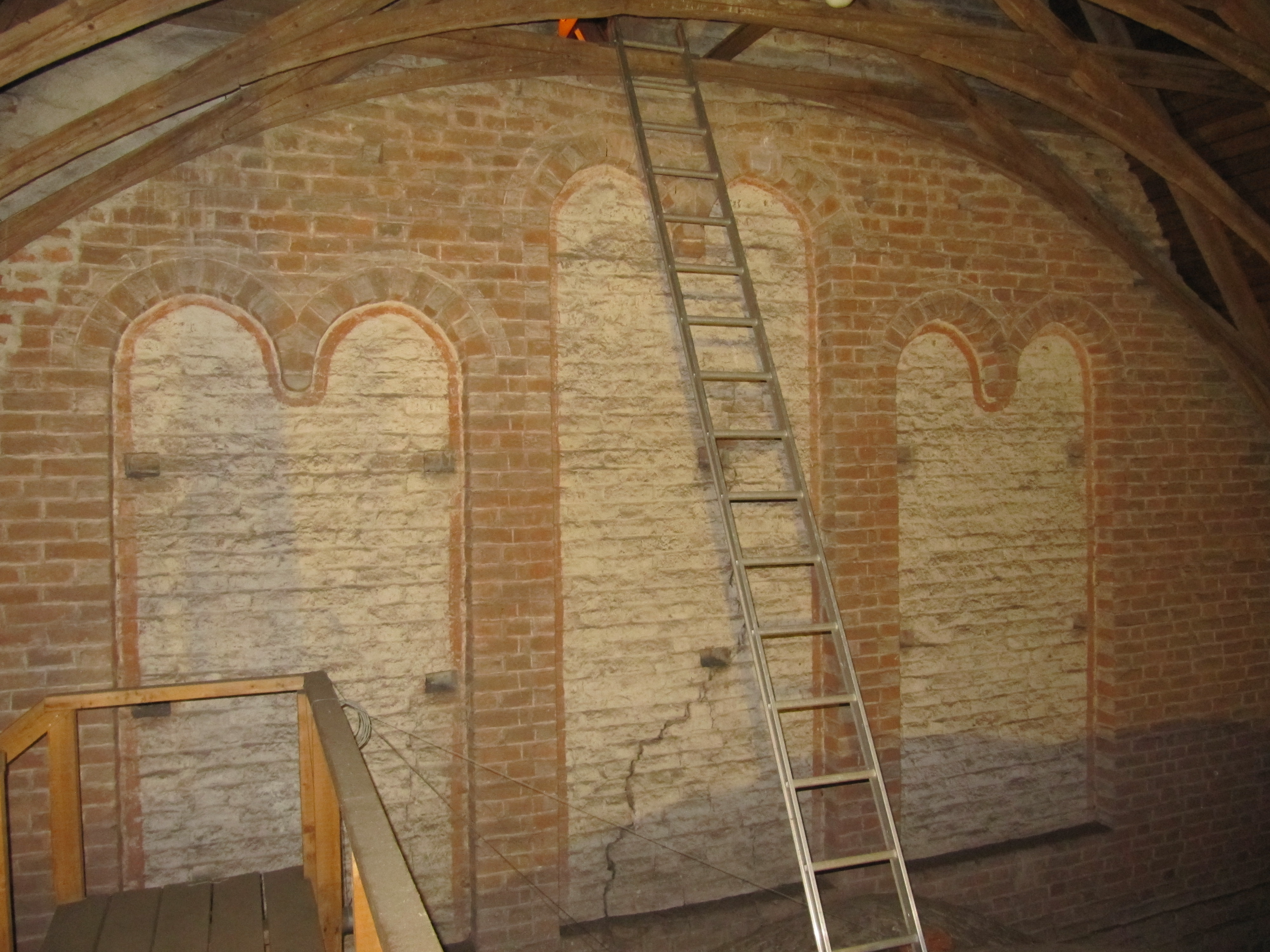
Väggen mellan långhus och kor, västra sidan. Blinderingarna under takstolen för det högmedeltida tunnvalvet var synliga inifrån långhuset.
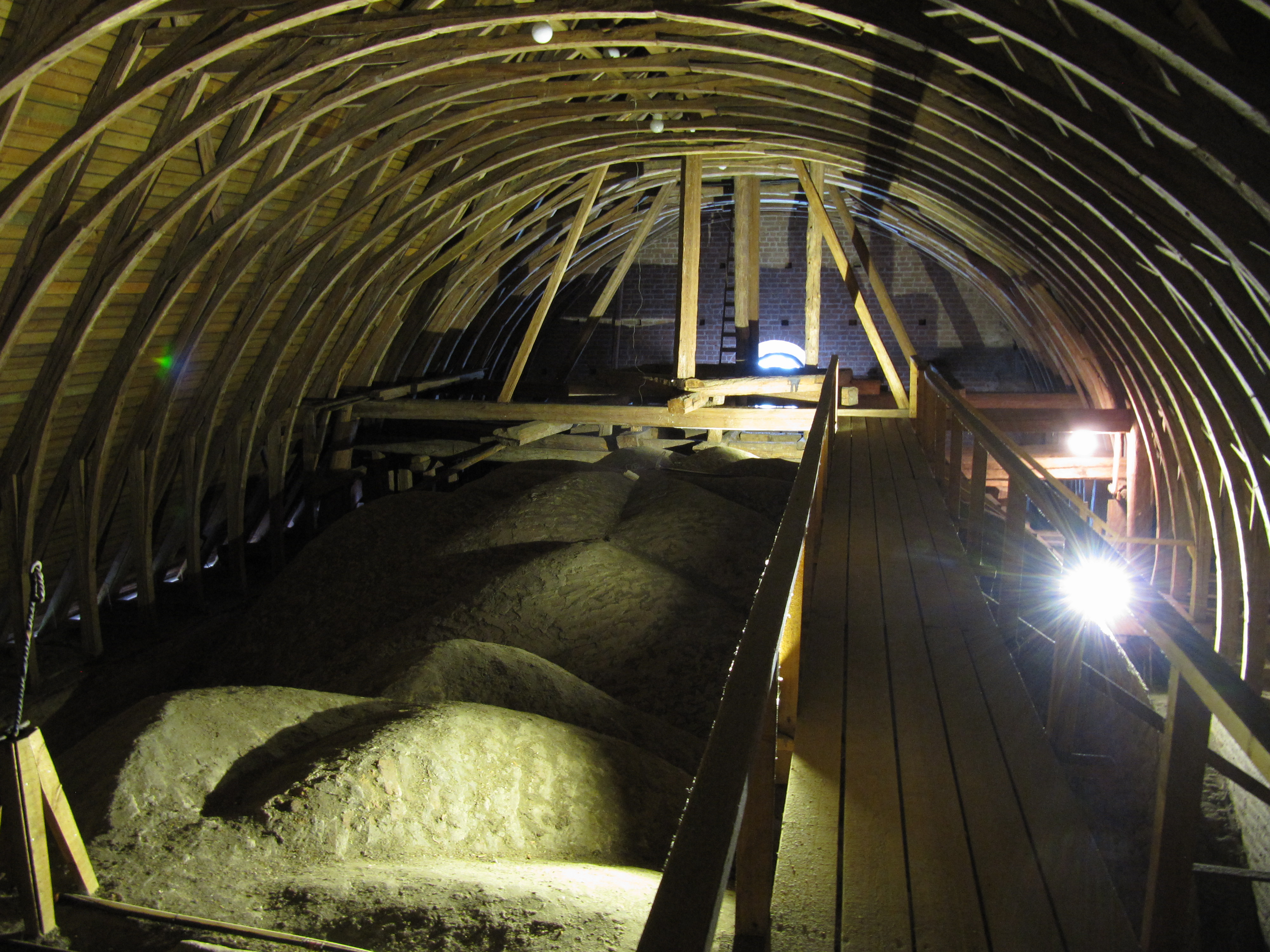
Ovanför tegelvalven mot väster
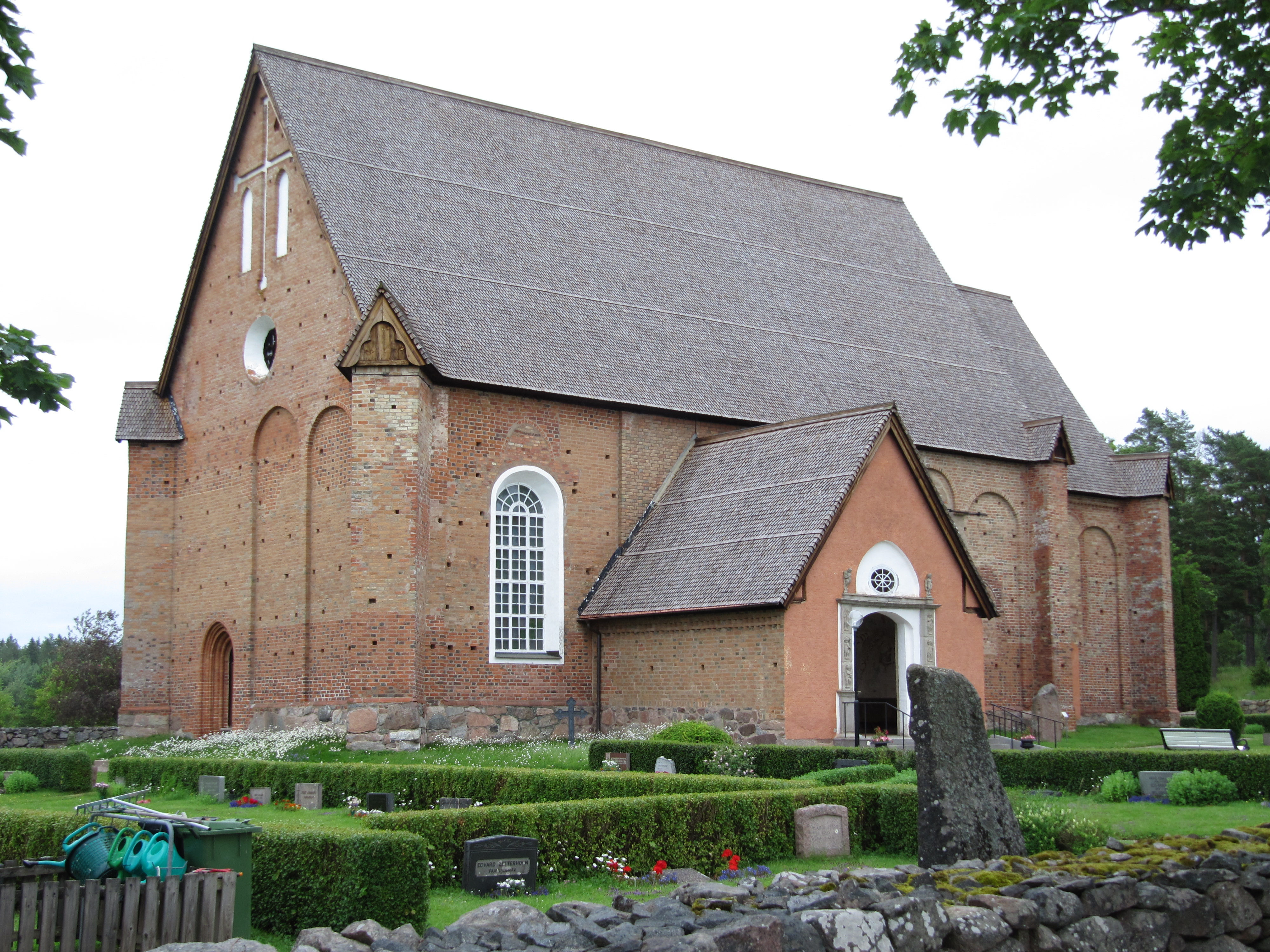
Kyrkan från sydväst
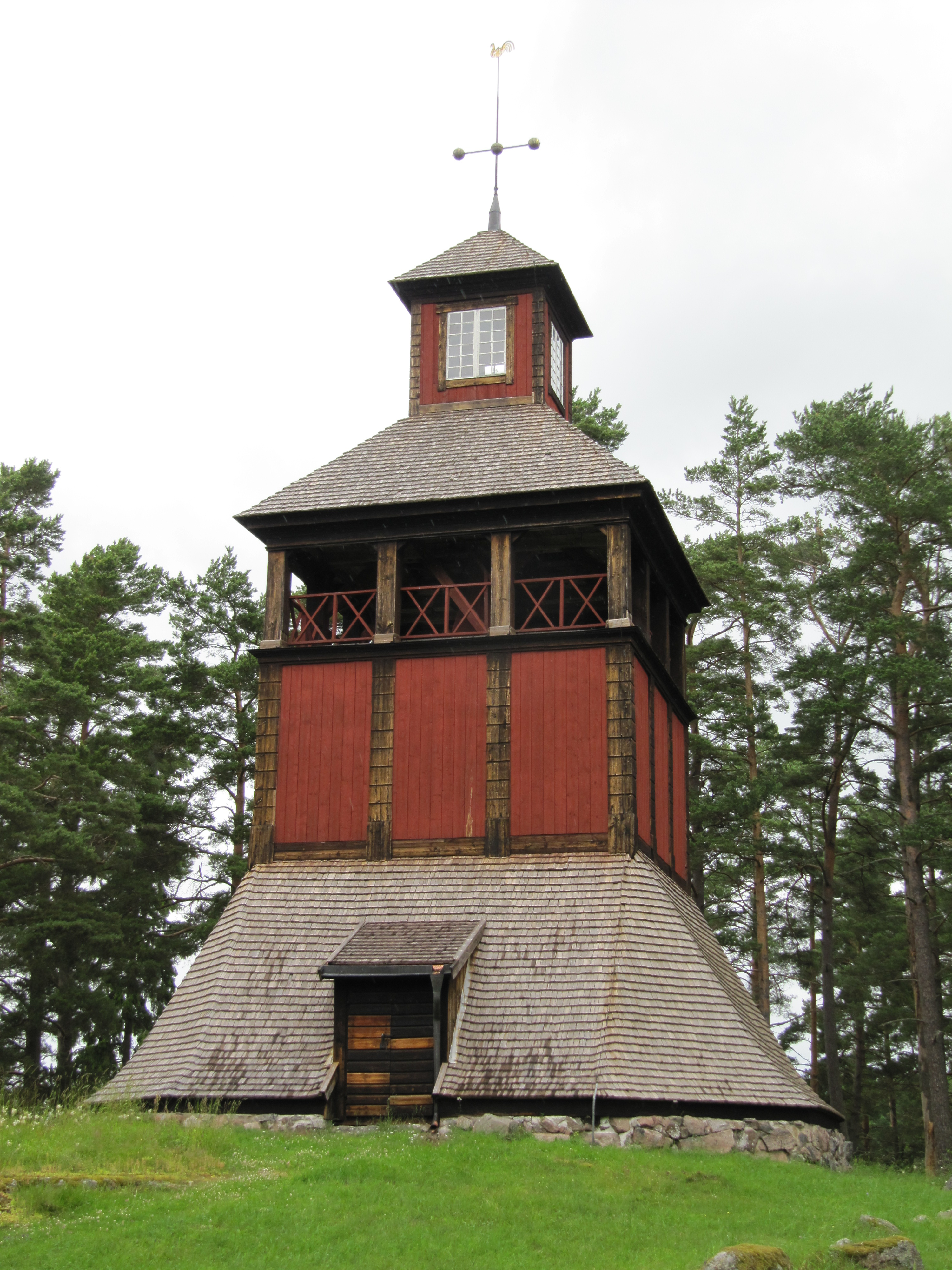
Klockstapel öster om kyrkan